# Bob Fujitani
Bob Fujitani, né le 15 octobre 1921, et mort le 6 septembre 2020,, est un dessinateur de comics américain.

## Biographie
Bob Fujitani naît en 1920 dans une famille irlando-japonaise. Après des études d'art à New York il dessine des bandes dessinées pour plusieurs éditeurs de comics dès le début des années 1940. Son nom se retrouve sur des séries publiées par Avon Comic Group, Dell Comics, Harvey Comics, Lev Gleason Publications (entre autres sur Crime Does Not Pay, etc. Il illustre aussi des articles de revues et travaille, comme nègre littéraire sur plusieurs comic strips comme Guy l'éclair. En 1962, il participe à la création de Doctor Solar, Man of the Atom. Dans les années 1990, il dessine le strip Rip Kirby.
En 2005, il reçoit un prix Inkpot lors du Comic Con de San Diego.